# Капо
„Капò“ (на немски: Kapò) е драма от 1959 година, копродукция на Италия, Франция и Югославия, чието действие се развива по време на Втората световна война.

## Сюжет
Наивната четиринадесетгодишна девойка Едит (Сюзан Страсбърг) заедно с родителите си евреи е изпратена в концлагер. Тя е определена за унищожение в газова камера, но успява да избяга от бараката си и с помощта на старата политзатворничка София (Диди Перего) и лагерния лекар получава нова, нееврейска самоличност – тази на умрялата углавна престъпничка Никол Ниепас.
Скоро Едит е преместена с голяма група други лагеристи в лагер за принудителен труд. За да оцелее, Едит става наложница на надзирателите и се сближава с един от тях, Карл (Джани Гарко). Тя се превръща в „капò“ (от италианското capo, „глава“) – привилегирован пленник на по-висока властова позиция спрямо останалите, изпълняващ услуги за германците.
В лагера докарват съветски военнопленници. Едит се влюбва в един от тях, Саша (Лоран Терзиеф). Червената армия настъпва и военнопленниците замислят бягство от лагера. С помощта на Саша те убеждават Едит да им помогне. От нея се иска при бягството да изключи високото напрежение от оградите.
Охраната на лагера се подготвя да разстреля затворниците, а всичките „капо“ са назначени на редовна служба при германците и трябва да бъдат евакуирани. Едит изключва високото напрежение и военнопленниците побягват навън. Много от тях са застреляни, но някои успяват да се измъкнат, включително и Едит, която инсценира смъртта си. По-късно тя умира в ръцете на Карл, разкривайки му истинската си самоличност.

## В ролите
| Изпълнител      | Роля                |
| --------------- | ------------------- |
| Сюзан Страсбърг | Едит / Никол Ниепас |
| Еманюел Рива    | Тереза              |
| Диди Перего     | София               |
| Лоран Терзиеф   | Саша                |
| Джани Гарко     | Карл                |

## Награди и номинации
- Награда за най-добър филм от „Филмовия фестивал за неореалистично кино“ в Авелино, Италия през 1961 година.
- Награда Сребърна лента от „Италианския национален синдикат на филмовите журналисти“ за най-добра второстепенна женска роля на Диди Перего през 1961 година.
- Награда за най-добра актриса на Сюзан Страсбърг от филмовия фестивал в Мар дел Плата, Аржентина през 1961 година.
- Номинация за Оскар в категорията най-добър чуждоезичен филм от 1961 година.
- Номинация за Златен глобус в категорията най-добър филм от 1961 година.
- Номинация за Сребърна лента от „Италианския национален синдикат на филмовите журналисти“ за най-добра музика на Карло Рустикели през 1961 година.[2]